# سه‌گوش‌بال‌ها
سه‌گوش‌بال‌ها (نام علمی: Trigonopterus) سرده‌ای از خانواده سوسکچه‌های خرطوم‌داری هستند که در نواحی مابین سوماترا، ساموآ، فیلیپین و کالدونیای جدید پراکنده هستند. تا سال ۲۰۱۳ تعداد ۱۰۰ گونه از این سوسکچه‌ها توصیف علمی شده‌اند.

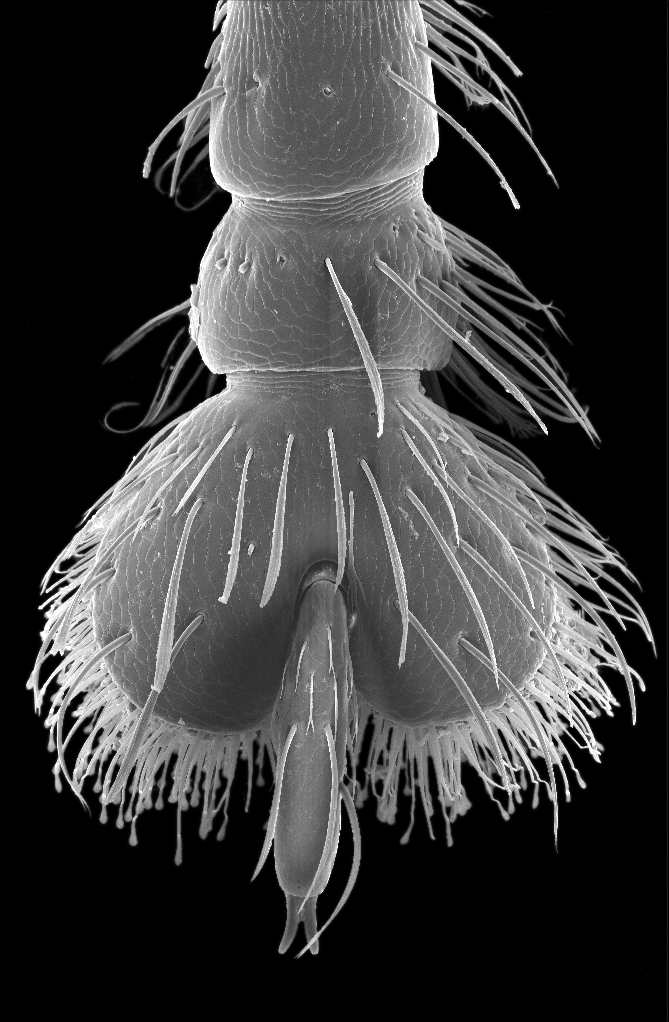
عکس گرفته شده به وسیله میکروسکوپ الکترونی از پای گونه‌ای از سه‌گوش‌بال‌ها

در این سرده ساختار پاها به صورت یک پیچ و مهره زیستی عمل می‌کند.